# Anna Heinel
Anna Friederike Heinel (* 4. Oktober 1753 in Bayreuth; † 17. März 1808 in Paris) war eine deutsche Tänzerin.

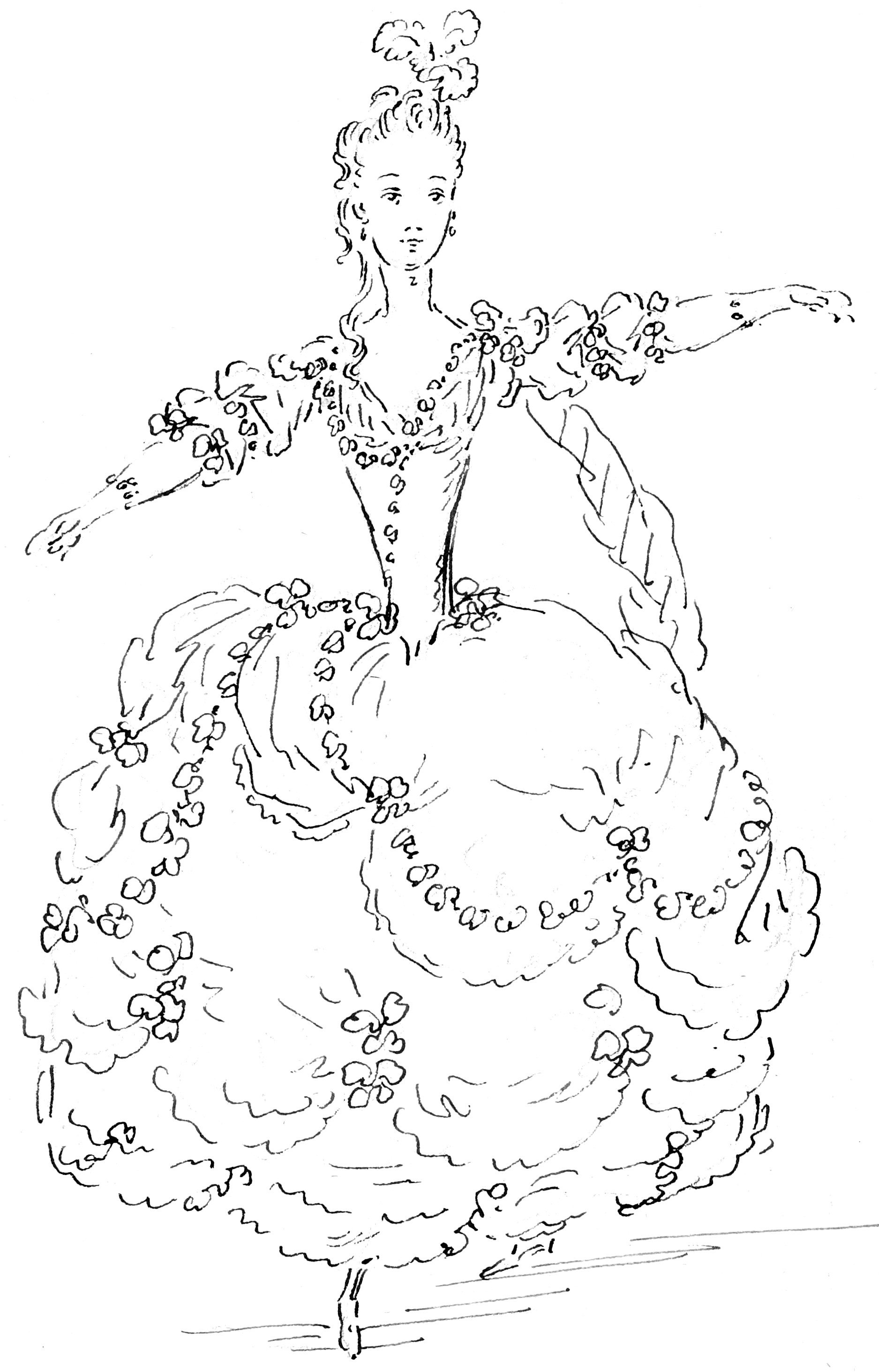
Die 18-jährige Anna Heinel als Genius in Grétrys Zémire et Azor (Louis-René Boquet, 1771).

Sie studierte bei Lepy und Jean Georges Noverre, unter dem sie 1767 in Stuttgart debütiert haben soll, obwohl ihr Name in den amtlichen Stuttgarter Dokumenten nicht genannt wird. 1768 ging sie nach Paris an die Oper, wo sie als „Königin des Tanzes“ (La Reine de la danse) gefeiert wurde. Aufgrund ihrer hervorragenden Technik war sie für Gaetano Vestris eine ernsthafte Konkurrenz. Sie soll die „Pirouette à la seconde“ erfunden haben. 1772 tanzte sie in London. 1773 kehrte sie nach Paris zurück, wo sie ihren Streit mit Vestris beendete und noch bis 1782 tanzte. Sie wurde sogar seine Geliebte und bekam 1791 von ihm einen Sohn (Adolphe). 1792 wurde sie Gaetano Vestris' Ehefrau.
Ihre großen Erfolge feierte Anna Friederike Heinel in Balletten von Noverre. Gerühmt wurde neben ihrer Technik auch ihre tragische Ausdrucksfähigkeit.